# マイぼーる!
『マイぼーる!』は、いのうえ空による日本のサッカー漫画。『ヤングアニマル』（白泉社）で2012年15号から2017年17号まで連載、次いで『ヤングアニマル嵐』（同社）にて2017年11号から2018年7号まで連載され、『嵐』休刊に伴い『マンガPark』へ移籍して2018年7月6日から2019年3月22日まで配信。単行本は白泉社から、1巻から9巻まではジェッツコミックス、10巻からはヤングアニマルコミックスのレーベルで刊行されている。

## あらすじ
宮野舞は幼馴染で天才サッカープレイヤーの蓮賀国光に恋心を抱いているものの、それを口に出せない少女。小さいころから彼とサッカーの自主連を二人で続け、実力を付けてきたもののサッカーに対しては特に興味があるわけではなかった。しかし、彼らが進学した県立雉山北高等学校では、舞と同じように国光に好意を寄せる舶来レイカが自ら女子サッカー部を立ち上げ、舞も彼女からその素質を買われ、国光の後押しもあって入部してしまう。レイカによって選ばれた一癖も二癖もある部員たちとともに、舞たち雉北高女子サッカー部の活動が始まった。

## 登場人物
ISC（イメージサッカーカラー）は作者が各キャラクターにサッカークラブ及び代表チームのユニフォームのカラーイメージに合わせてつけたもの（コミックス収録のおまけ漫画より）。

### 主要人物
宮野 舞（みやの まい）
ポジション：FW（センターフォワード）、DF（センターバック）。背番号：15。誕生日：12月12日。血液型：A型。身長：158センチメートル。スリーサイズ：B90/W68/H89。ISC：雉北高カラー（ピンクとホワイトのストライプ）。
本編の主人公。雉北高1年C組。実家は銭湯「宮の湯」。小説を書くのと人間観察が趣味。
幼馴染の国光に好意を持っており、彼に付き合って幼いころから毎朝二人きりで練習し、その結果サッカーの技術を身につけていき、その素質を開花させていくことになるが、サッカーそのものに対しては興味があるわけでなかった。しかし国光と一緒に進学した雉北高でレイカから品定めの勝負を受けることになり、紆余曲折の結果、新設された女子サッカー部に入ることになってしまう。
妄想激しい性格で、現状を忘れてふけってしまうことがある。そのような状況下においても無意識のうちに体が動き、サッカーでも予測のつかないプレイを発揮する。極度のあがり症で、運動会などの舞台でもすっかり動けなくなったことがあるが、国光に「おまじない」をしてもらうことにより実力を発揮できている。彼に告白したい気持ちはあるが、現在も叶っていない。
国光との練習の成果で、男子の蹴る全力のシュートでさえも簡単にトラップできる抜群のキープ力を持つ。しかしパス練習ばかり繰り返していたためか、例えフリーのシュートチャンスがあっても相手ゴールキーパーに向かってパスするつもりで強力なボールを蹴ってしまう癖がある。観察力や強い妄想力から他人の動きをトレースできる稀有な能力を持ち、昔から練習に付き合っていた国光を始めとするプレイヤーの動きを再現してみせた。ただし、サッカー知識に関しては素人同然である。チームではセンターフォワードとしてボールを欲しがっている味方に供給するポストマンの役割を担っている。選手権予選の初戦となったフラ高戦では後半からポジションチェンジでセンターバックに移り、デュートを抑える役割を果たしたことからDFとしての素質も開花した。
日頃から家業の手伝いでモップがけや薪割りなどをしているため引き締まった体つきをしており、筋肉フェチの唯花からも感嘆されている。
蓮賀 国光（はすが くにみつ）
ポジション：FW（シャドーストライカー）、MF。背番号：18。誕生日：11月11日。血液型：A型。身長：170センチメートル。
雉北高1年。
中学時代は2年連続全国大会MVPに選ばれているなどの実績を持つ天才サッカープレイヤー。進学したサッカーの強豪校の雉北高でも1年生ながらレギュラー候補として監督から認められている。
舞が女子サッカー部に入ったことにより、男子サッカー部に所属しながら女子サッカー部のコーチを引き受けることになった。
舶来 レイカ（はくらい レイカ）
ポジション：FW（シャドーストライカー）。背番号：10。誕生日：11月1日。血液型：AB型。身長：156センチメートル。スリーサイズ：B76/W57/H79。ISC：イングランド代表（ホワイト）。
雉北高1年E組。
雉北校女子サッカー部キャプテンで、舶来グループの令嬢。典型的なお嬢様で、バストのサイズも堂々と言い放つなど自分に絶対的な自信を持っている。成績優秀でスポーツ万能。中学時代はテニスや柔道、体操と1年ごとに部活を変えながらどの競技でも全国出場を果たしている。
中学時代に観戦した試合で蓮賀に憧れ、彼を追いかけて雉北高に入学。男子サッカー部のマネージャーを志望したが監督に断られ、自ら女子サッカー部を設立。「レイカの品定め」という、自らが選んだ相手を1対1で勝負して見極め、認めた人間の入部を許可する手段を取っている。
抜群のテクニックを持つエース。華麗なプレイスタイルとは裏腹に勝利に対して執着心が強く、自ら潰れることさえ厭わない。またキャプテンシーの高さから、チームメイトの信頼が篤い。

### 雉山北高校
3年前に男子校から共学校になった県下屈指のスポーツ強豪校である県立高校。通称「雉北」。

#### 女子サッカー部
レイカによって設立された。キャプテンのレイカが自ら入部希望の部員を品定めしており、その結果部員たちは少数先鋭で素質は高いが癖も強い。レイカの意向で控え要員が不在のため、メンバー交代ができないのが欠点。国光曰く、「負けず嫌いの集団」。ユニフォームはピンクとホワイトのストライプ。基本システムは4-4-2。
蒼海 凜香（あおみ りんか）
ポジション：GK（ゴールキーパー）。背番号：1。誕生日：8月7日。血液型：O型。身長：178センチメートル。スリーサイズ：B80/W63/H80.5。ISC：イタリア代表（アッズーリのブルー）。
雉北高1年。
普段は落ち着いた雰囲気だが、シュートしてきたボールを体に当てるのに快感を覚えるマゾヒスティックな性格。「レイカの品定め」でも唯一レイカのシュートに食らいついてきたことを買われて入部した。普段からヘッドホンをかけている。
紅緒 咲（べにお さき）
ポジション：DF（左センターバック）。背番号：5。誕生日：3月8日。血液型：A型。身長：181センチメートル。スリーサイズ：B92/W65/H90。ISC：ポルトガル代表（エンジと緑）。
雉北高1年。
中学まではバスケ部のサッカー初心者だが、運動センスが高く飲み込みが早い。ゴールキーパーの代役もできる。
自身のミスもすぐ忘れてしまう楽天家であり、感情が高まると同性相手にためらいもなくキスしてくるキス魔。
箕白 唯花（みしろ ゆいか）
ポジション：DF（右センターバック）。背番号：4。誕生日：1月18日。身長：163センチメートル。スリーサイズ：B99/W62/H88。ISC：ドイツ代表（黒と赤と黄のトリコロール）。
雉北高1年。女子サッカー部ではメディカルスタッフも兼任している。
成績優秀だが、異常なまでの筋肉フェチ。その特性を生かした、相手の筋肉の動きを読むことで相手に食らいつくディフェンスが持ち味。
視力は左右0.01のため、眼鏡を外すと目つきが凶悪なまでに悪くなる。
縞川 赤音（しまがわ あかね）
ポジション：DF（左サイドバック）。背番号：2。誕生日：10月23日。血液型：A型。身長：165センチメートル。スリーサイズ：B73/W58/H76。ISC：ACミラン（赤と黒）。
雉北高1年。凹中出身。青衣とは一卵性双生児で、姉である。オシャレ毛が1本。
スナイパーと称されるほど正確なロングフィードを得意とする。中学時代は全国出場経験のある実力者だったが、中学2年の時、青衣が風邪で試合を欠場し、双子の片割れのいない不安から試合に集中できなくなり、以降姉妹揃ってレギュラーから外されてしまう。
縞川 青衣（しまがわ あおい）
ポジション：DF（右サイドバック）。背番号：3。誕生日：10月23日。血液型：A型。身長：165センチメートル。スリーサイズ：B73.5/W58/H76。ISC：インテル（青と黒）。
雉北高1年。凹中出身。赤音とは一卵性双生児で、妹である。オシャレ毛が2本。
積極的なオーバーラップによる接近戦が得意。中学時代は全国出場経験のある実力者だったが、中学2年の時に風邪で試合を欠場し、双子の片割れのいない不安からさらに悪化してインフルエンザにかかってしまい、以降姉妹揃ってレギュラーから外されてしまう。
江翠 葉子（えすい ようこ）
ポジション：MF（アンカー）。背番号：6。誕生日：6月22日。血液型：B型。身長：168センチメートル。スリーサイズ：B96/W61/H89。ISC：メキシコ代表（グリーン）。
雉北高1年。浜美中出身。
パスセンスに優れたボランチ。前半から全力を出すため、後半はスタミナ切れになるのが欠点。
根っからのゲーマーで、試合中も必殺技を叫んでは相手を撹乱させる。
犬飼 貴色（いぬかい きいろ）
ポジション：MF（左ハーフ）。背番号：11。誕生日：4月9日。血液型：O型。身長：160.5センチメートル。スリーサイズ：B82/W58/H82。ISC：ブラジル代表（カナリアイエロー）。
雉北高1年。雉三中出身。一人称は「ボク」で、犬のように人懐っこい元気ハツラツな少女。実家は呉服屋の「犬飼屋」で、和風建築の広い屋敷で暮らしている。
縦横無尽にピッチを走り回る無尽蔵のスタミナと走力を誇るダイナモ。ボールに対する嗅覚が鋭く、頭でフリックができるほどヘディングには天賦の才がある。足元でのシュート精度が低いのと、ボールを欲しがるあまりに動きすぎて、味方パッサーを悩ませてしまうのが欠点。
舞とは同じ小学校出身。高校に入るまではあまり面識はなかった様子だが、小学校の時のリレーで舞にぶっちぎられたことがあり、チーム内でも仲が良い。
柿葉 千鳥（かきは ちどり）
ポジション：MF（右ハーフ）。背番号：7。誕生日：7月15日。血液型：AB型。身長：138センチメートル。スリーサイズ：B70/W52/H72。ISC：オランダ代表（オレンジ）。
雉北高1年。レイカとは従姉妹同士。中学の3年間をオランダで過ごした帰国子女。
4歳からサッカーを始めており、技術は高いものの極度の人見知りゆえにレイカにしかパスを出すことができない。
自分の存在感を完全に消すステルスモードという力を持つが、使用すると極端な人見知りになりレイカや家族以外とはまともに話せなくなってしまう。
黒館 蜜（くろだて みつ）
ポジション：MF（センターハーフ）。背番号：8。誕生日：5月5日。血液型：A型。身長：169センチメートル。スリーサイズ：B88/W60/H87。ISC：ユベントス（黒と白のストライプ）。
雉北高1年。一人称は「オレ」と男らしい性格だが、男相手にウブな面もある。
チームの攻撃の中核をなす司令塔。典型的な王様タイプで、守備はやる気なし。中学時代は退場魔だった。
2歳年上の兄と2歳年下の弟の雄太の2人兄弟で、ハニーと言う名の犬を飼っている。
河見 茶子（かわみ ちゃこ）
雉北高女子サッカー部の顧問。担当教科は英語。26歳。誕生日：2月21日。血液型：B型。身長：172センチメートル。スリーサイズ：B94/W63/H90。
パンを焼くのが趣味で、皆でお茶を飲むのが楽しみ。
審藤 このり（しんどう このり）
誕生日：9月30日。血液型：A型。身長：159センチメートル。スリーサイズ：B73/W59/H79。
雉北高1年C組。舞の友人。
レイカに勧誘され、女子サッカー部のマネージャーになる。

#### 男子サッカー部
県下の強豪校。個人技主体の攻撃サッカーを戦術とする。
橋元（はしもと）
ポジション：FW。背番号：17。
雉北高1年。大柄なプレイヤーで、国光とともに新入生ながらレギュラーを獲得した。
深塩 龍蔵（みしお りゅうぞう）
男子サッカー部監督。1対1にこだわった南米スタイルの指導を行っている。女子禁制の考えを持ち、レイカのマネージャー希望を拒んだ。ルーキーの国光には期待をかけており、彼が女子サッカー部のコーチをしていることをあまり快く思っていないため、雉南との練習試合での勝利を条件に国光のコーチを続けさせることを女子サッカー部に課す。試合は引き分けてしまったものの、レイカの訴えと校長の容認により、やむなく国光のコーチ継続を認めることになった。
ただし、コーチの経験で国光のサッカーのレベルが上がっていることから、コーチの経験を積ませたのは正解だったかもしれないと考えるようになっている。

### 雉山南女子高等学校
県下の女子サッカー強豪校。通称「雉南」。雉北が初めての対戦相手として練習試合を行った。
三色＝ジェイナ＝藍莉（みしき＝ジェイナ＝あいり）
ポジション：DF（センターバック）。背番号：4。ISC：アメリカ代表（白と紺）。
雉南2年。雉南のDFラインを取り仕切る皇帝。アメリカ人の母と日本人の父を持つハーフ。いつも綺麗にしないと気が済まない掃除好き。視力は0.6で普段は眼鏡を掛けているが、裸眼でもプレイ可能。凹中出身で、当時から縞川姉妹とは反りが合わなかった。ジェイナ、朱奈、ちづると小学生から共にサッカーをしている。
桃藤 美亞（ももふじ みあ）
ポジション：FW。背番号：14。ISC：ウルグアイ代表（水色と黒）。
雉南1年。中学時代に県大会で得点王になったことがあるストライカー。
自信満々で人懐っこい性格で、意地っ張りだが照れ屋。学校での成績は良くない模様。練習試合後に茶野と一緒に舞たちと偶然再会し、彼女たちと友人になる。
茶野 涼奈（ちゃの すずな）
ポジション：FW、MF（トップ下）。背番号：21。ISC：アーセナル（赤と白）。
雉南1年。攻撃的なポジションが主戦場。フリーキックが得意。
桃藤とは中学からの付き合いで、彼女の貴重なツッコミ役。
反町 朱奈（そりまち しゅな）
ポジション：MF。背番号：10。ISC：ボカ・ジュニオールス（紺と黄）。
雉南2年。雉南不動のエースで、天才的なオールラウンドプレイヤー。
小学生時代に国光に敗北した過去を持ち、国光と彼のサッカーを受け継ぐ舞を意識している。
中学まではFWであったが、りりあに憧れて高校からMFへコンバートした。
朝九路 ちづる（あさくじ ちづる）
ポジション：FW。背番号：9。ISC：ベルダー・ブレーメン（緑とオレンジ）。
雉南2年。驚異の得点嗅覚を持つエースストライカー。普段から脱力していて、いつも空腹。
金春 りりあ（こんぱる りりあ）
ポジション：GK。背番号：1。
雉南3年。雉南サッカー部の主将。誕生日：5月3日。身長：168センチメートル。スリーサイズ：B91/W63/H92。
雉南最高のプレイヤーであり、非常に優しい性格から、ジェイナや朱奈を始め雉南の選手たちから非常に慕われている。
元々はGKであったが、監督の指示により2年生まではMFにコンバートしていた。背番号10のエースだったが、朱奈がMFとして成長するとポジションと10番を譲り、2年の秋から本来のGKに戻った。
GKとしては雉北との対戦までクリーンシートだった。
将来の夢は小学校教師であり、サッカーは高校3年の夏で終わりと決めており、大学やプロからの誘いも蹴っている。巨乳。

### フランクリン国際高校
通称「フラ高」。新設校で、生徒は1年生のみの構成となっている。多種多様な学科があり、生徒を全国から集め、幅広く留学生を募り、スポーツにも力を入れている。選手権予選の初戦で雉北と対戦することになる。システムは5-4-1で、留学生2人を攻撃の核としたカウンターサッカーを武器とする。
巻紫 つばめ（まきし つばめ）
ポジション：DF（ストッパー）。背番号：6。誕生日：12月21日。血液型：O型。身長：141センチメートル。スリーサイズ：B71/W54/H70。ISC：鹿島アントラーズ（臙脂色）。群馬県出身。小柄だが、粘り強いディフェンスで相手フォワードを徹底マークする。世界一にまでなった女子日本代表に憧れ、高校からサッカーを始めた。
デュート・セルバノフ
ポジション：FW。背番号：9。誕生日：5月15日。血液型：O型。身長：175センチメートル。スリーサイズ：B78/W64/H83。ISC：オリンピック・マルセイユ（水色）。ロシア出身。
チームのエースストライカー。ロシアにいたころに研修に来ていた小向井を慕って日本に留学してきた。生真面目な性格だが、周囲のボケにツッコミ返す面もある。強靱な足腰の持ち主で、キック力では舞に打ち勝つほどの破壊力がある。練習試合で朱奈を抑えきれなかったことを悔やんでおり、そのリベンジに燃えている。
アニャ・ニーベンビッチ
ポジション：MF（トップ下）。背番号：10。ISC：レッドスター・ベオグラード（赤と白）。セルビア出身。
ゲームメーカー。憧れの選手はドラガン・ストイコビッチ。
安里 ミミ（あんり ミミ）
ポジション：MF（右サイドハーフ）。背番号：14。ISC：ビジャレアルCF（イエロー）。沖縄県出身。
遠野 ほたる（とおの ほたる）
ポジション：MF（左サイドハーフ）。背番号：8。ISC：レアル・ソシエダ（青と白）。千葉県出身。
もう一人のゲームメーカーであり、職人的なプレイでチームを助ける。
森川 葵（もりかわ あおい）
ポジション：DF（左センターバック）。背番号：5。ISC：東京ヴェルディ1969（緑）。
元々はFWだったが、DFにコンバートした。
宮間 律（みやま りつ）
ポジション：DF（右センターバック）。背番号：4。ISC：チェルシーFC（青）。和歌山県出身。
関西弁で話す。海ぶどうのようなプチプチ系の食べ物が苦手。
室月 ゆきの（むろつき ゆきの）
ポジション：DF（左サイドバック）。背番号：12。ISC：トッテナム・ホットスパーFC（白）。北海道函館市出身。
小向井 麻紀江（こむかい まきえ）
フラ高の監督。元女子日本代表。
プラティニ
フラ高の女子寮で飼われている猫。

### 静林高校
地区大会で毎回ベスト4進出を果たしている強豪校。システムは3-4-1-2。
来栖 綾（くるす あや）
ポジション：MF（トップ下）。背番号：10。誕生日：3月20日。血液型：B型。身長：176センチメートル。スリーサイズ：B96/W62/H86。
静林のキャプテン。かなりの経験を持ち、情熱的ながらも冷静に状況判断をすることができる。作中でも屈指の爆乳で、実は泣き虫。
田村 翔子（たむら しょうこ）
ポジション：DF。背番号：2。
3バックの中央でプレイするセンターバック。3人がかりでも競り負けないなど、チーム1のキープ力を誇る。

### 九琉院高校
蛇々丸 雨祢（たたまる あまね）
九琉院のWエースの一人。
AMEの芸名で地下アイドルをしている。またフットサルで深雷と「ワイルドキャッツ」というチームを組んでいる。 高い技術力を持ち、一見ラフプレーにも見えるプレイスタイルをとるため、理解してもらえることが少ない。  自分のプレイスタイルを理解して認めてくれたレイカを非常に気に入る。
武王 深雷（たけおう みらい）
九琉院のWエースの一人。男子も吹き飛ばすパワープレイヤー。フットサルで雨祢と「ワイルドキャッツ」というチームを組んでいる。実は子供好き。

### その他の人物
宮野 杏子（みやの きょうこ）
舞の母親。かつては雉山商店街のマドンナとして扱われ、今でも商店街の男たちから人気がある。
宮野 いちご（みやの いちご）
舞の妹。中学3年生。舞と同様に実家の銭湯の手伝いを行っている。
黒館 雄太（くろだて ゆうた）
蜜の弟。中学2年。小学校のころは蜜と同じサッカーをやっていた。咲の弟と同じチームで野球をしている。
林田（はやしだ）
公園で毎朝ゲートボールをしている老人の一人。舞と国光が中一のころ、舞のそらしたボールの直撃を受けて負傷したことがある。
犬飼 美碧（いぬかい みどり）
誕生日：3月9日。血液型：A型。身長：115センチメートル。スリーサイズ：B56/W43/H55。
貴色の妹。小学2年。着物が大好きで、普段から和服を着用している。

## 書誌情報
- いのうえ空 『マイぼーる!』 白泉社〈ジェッツコミックス・ヤングアニマルコミックス〉、全16巻
  1. 2013年2月5日発行（2013年1月29日発売） ISBN 978-4-592-14111-2
  2. 2013年7月5日発行（2013年6月28日発売） ISBN 978-4-592-14112-9
  3. 2013年11月5日発行（2013年10月29日発売） ISBN 978-4-592-14113-6
  4. 2014年4月5日発行（2014年3月28日発売） ISBN 978-4-592-14114-3
  5. 2014年9月5日発行（2014年8月29日発売） ISBN 978-4-592-14115-0
  6. 2015年2月5日発行（2015年1月29日発売） ISBN 978-4-592-14116-7
  7. 2015年6月5日発行（2015年5月29日発売） ISBN 978-4-592-14117-4
  8. 2015年11月5日発行（2015年10月29日発売） ISBN 978-4-592-14118-1
  9. 2016年5月5日発行（2016年4月28日発売） ISBN 978-4-592-14119-8
  10. 2016年10月5日発行（2016年9月29日発売） ISBN 978-4-592-14120-4
  11. 2017年4月5日発行（2017年3月29日発売） ISBN 978-4-592-14121-1
  12. 2017年10月5日発行（2017年9月29日発売） ISBN 978-4-592-14122-8
  13. 2018年4月5日発行（2017年3月29日発売） ISBN 978-4-592-14123-5
  14. 2018年10月4日発行（2018年9月28日発売） ISBN 978-4-592-16264-3
  15. 2019年4月5日発行（2019年3月29日発売） ISBN 978-4-592-16265-0
  16. 2019年8月5日発行（2019年7月29日発売） ISBN 978-4-592-16265-0